# Сардарапат (мемориальный комплекс)
Мемориа́льный ко́мплекс «Сардарапа́т» (арм. Սարդարապատի հուշահամալիր) — скульптурный и архитектурный комплекс, возведённый на месте Сардарапатского сражения и увековечивающий победу над регулярной турецкой армией армянскими вооружёнными формированиями и народным ополчением в 1918 году.
Расположен в Армении, у села Аракс, в 10 км от города Армавир. В 1918 году Армавир носил имя Сардарапат, от которого и получило своё название сражение и, соответственно, мемориал. Торжественное открытие комплекса состоялось в мае 1968 года и было приурочено к празднованию 50-летнего юбилея победы армянского народа в Сардарапатском сражении.
Мемориал был создан авторским коллективом деятелей культуры и искусства Армении: архитектором Рафаелом Исраеляном и скульпторами Аршамом Шагиняном, Самвелом Манасяном и Ара Арутюняном.

## История создания мемориала

### Географическое расположение
Мемориал построен непосредственно на месте сражения, у села Аракс, в 55 км от Еревана и 10 км от Армавира, на возвышенности, где были захоронены участники битвы.
Армавирская область, на территории которой расположен мемориал, является исторической местностью в Армении. Город Армавир (арм. Արմավիր, до 1932 — Сардарапат, до 1992 — Октемберян) — одна из древних столиц Армении. Древний Армавир, как подтвердили проведенные в XX веке археологические раскопки, располагался на месте урартского города Аргиштихинили приблизительно с IV века до н. э.
С высоты, на которой расположен памятник, открывается панорамный вид на реку Аракс и Араратскую долину, простирающуюся от горных вершин Арарата до Арагаца и до предгорий Гегамского хребта. Имеется возможность широкого обзора поля битвы, мест дислокации войск и района ведения боевых действий.

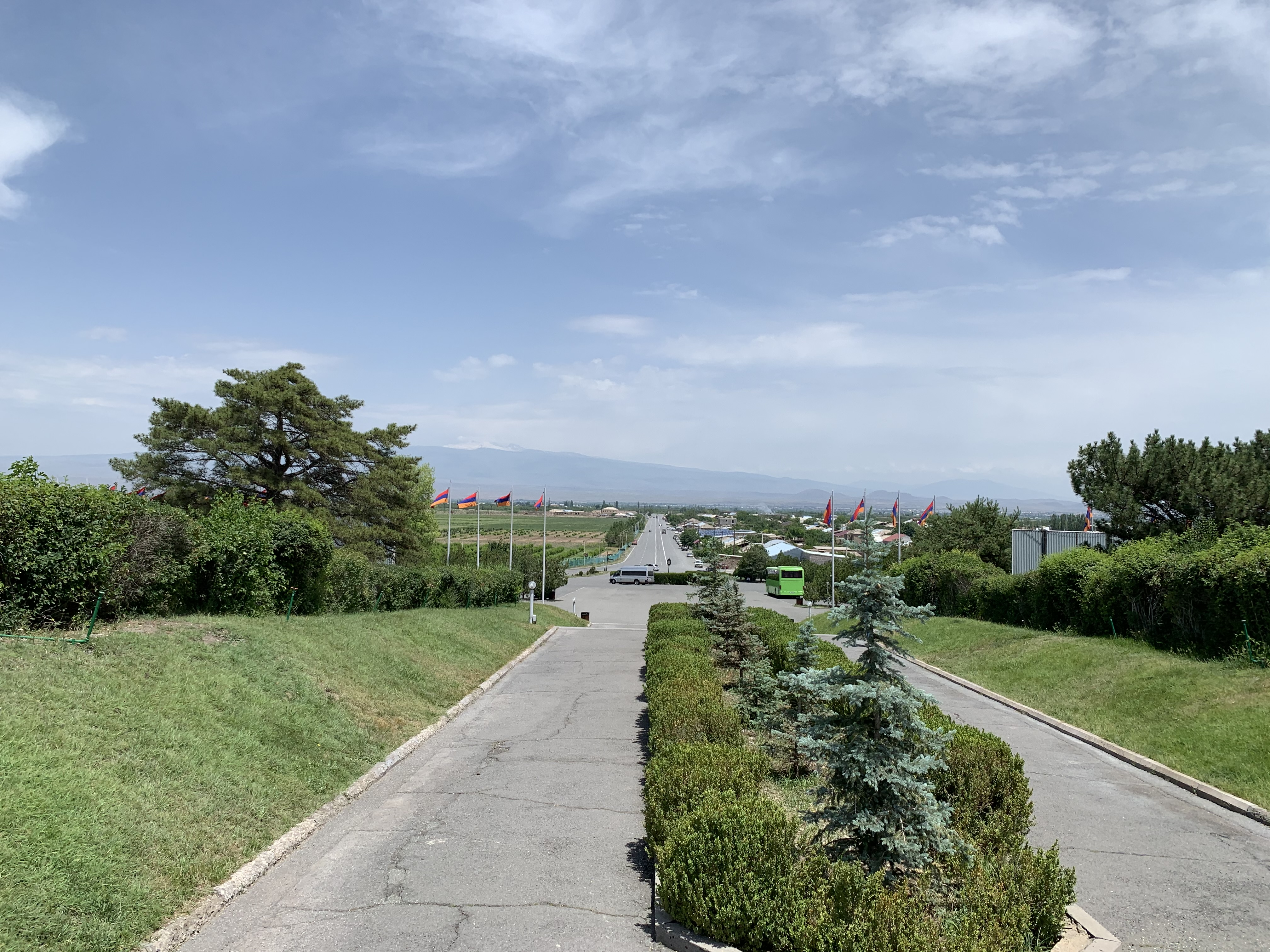
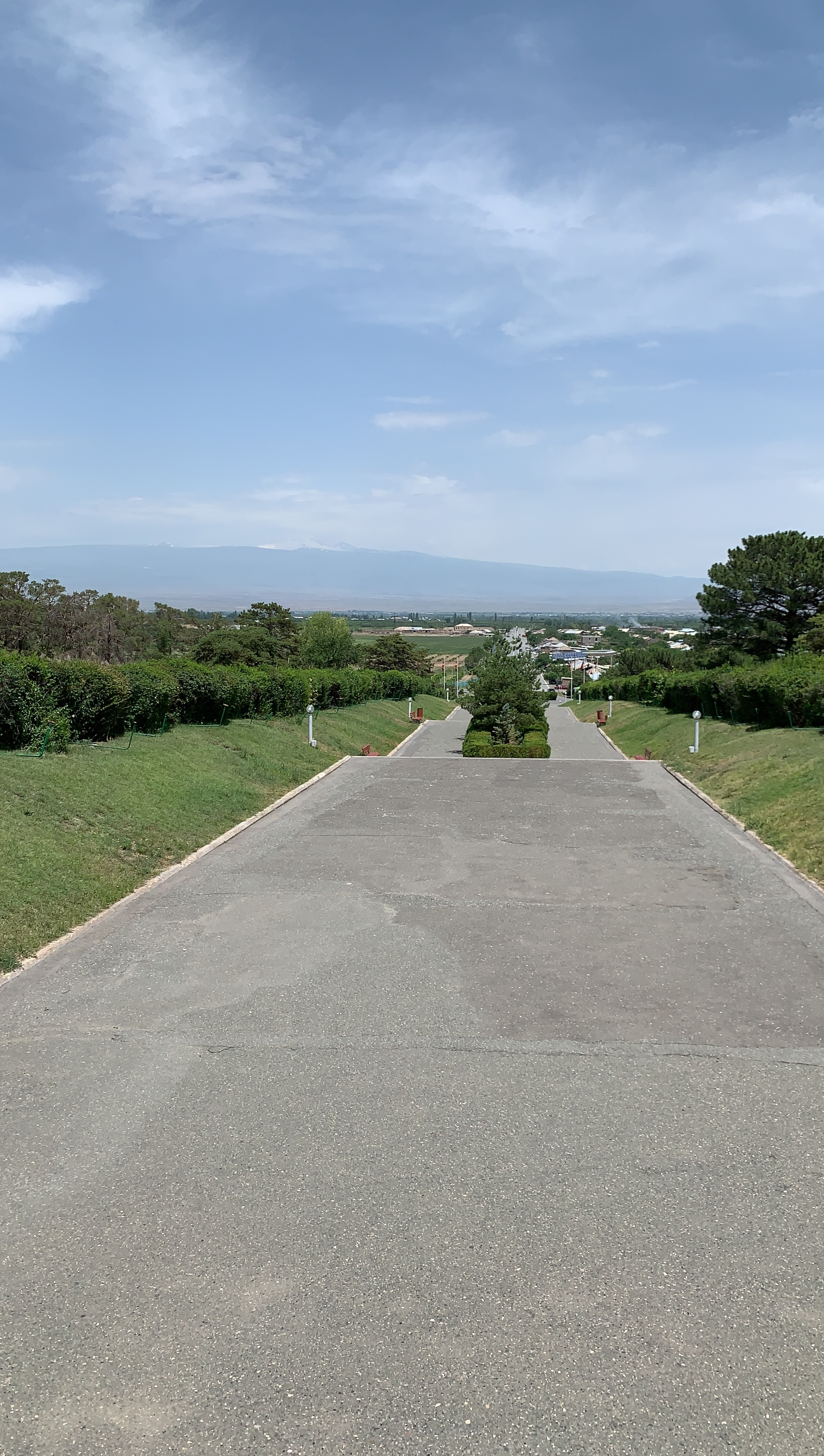

### Историческая значимость
Сардарапатское сражение между турецкой армией и армянскими вооружёнными формированиями и народным ополчением, произошедшее 22—28 мая 1918 года в районе железнодорожной станции Сардарапат, сыграло важнейшую роль в истории Армении. Победа над превосходящими силами турецких войск имела большое исторические значение. В случае поражения, по британскому историку Кристоферу Уолкеру:

«… вполне возможно, что слово Армения сохранилось бы лишь как термин исторической географии».
— Walker Christopher. Armenia. The Survival of a Nation.
В то же время, одержанная победа приостановила экспансию турецких войск на север, восточные территории и в направлении на Кавказ, предотвратила полное уничтожение армянской нации и заложила основы воссоздания армянской государственности. Благодаря успешно проведённым операциям под Сардарапатом, Баш-Апараном и Каракилисой и проявленному при этом героизму армянских солдат и офицеров, а также народного ополчения, удалось не только остановить продвижение турок, но и с огромными потерями отбросить их назад. Командующий Кавказским фронтом турецких войск Вехиб-паша назвал поражение своих солдат разгромом.

### Принятие решения о строительстве и открытие мемориала
В канун 50-летия двух исторических событий — геноцида армян (1915) и победы в Сардарапатском сражении (1918) — уже с 1962 года подготавливались соответствующие документы и обоснования, позволяющие добиться разрешения проведения празднеств и постройки памятника, первоначально указанного как «монумент в память о погибших армянах в Первой мировой войне». Автором инициативы был первый секретарь ЦК КП Армении Яков Заробян, который в частности указывал на заинтересованность в увековечении исторических событий в армянской диаспоре, образовавшейся после геноцида 1915 года. Спустя два года, в 1964 году, докладная Якова Заробяна была отправлена в ЦК КПСС. Москва дала своё согласие.
По ходу подготовки этих документов и обоснований сформировалась идея создания памятника Сардарапатской битве и претворения её в жизнь, инициатором которой выступил первый секретарь Октемберянского райкома партии Владимир Дарбинян. Было сделано всё необходимое, включая изыскание средств на финансирование, чтобы в 1965 году работы над проектом по созданию памятника были начаты. В 1966 году произошла смена руководства Армении, Якова Заробяна сменил Антон Кочинян, при котором, под кураторством Владимира Дарбиняна, было осуществлено строительство мемориала.

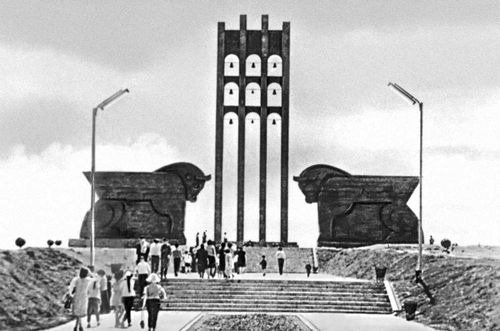
Музей в мае 1968 года

К проектированию мемориала были привлечены скульпторы Самвел Манасян и Аршам Шагинян, завоевавший известность своими произведениями в монументальной и рельефной скульптуре. Архитектором проекта был назначен Рафаел Исраелян, пригласивший, в свою очередь, скульптора Ара Арутюняна. Аллегорические задумки и сакральная символика, заложенные авторами уже с первых шагов работы над проектом, нашли своё воплощение в облике мемориала. Как вспоминал скульптор Аршам Шагинян:

«… мне кажется мы достигли успеха, … не могу забыть, как мы день и ночь работали над эскизами, работали над моделями. Не покидали территорию мемориала, оставались со строителями. Делали всё, чтобы памятник удался и чтобы работа была завершена к сроку»
— Документальный т/фильм «90-летию А. Шагиняна посвящается».
К 50-летию исторической победы в Сардарапатском сражении, в мае 1968 года, состоялось торжественное официальное открытие мемориального комплекса «Сардарапат». Авторы смогли интегрировать историю, скульптуру, архитектуру и многовековую национальную культуру, придав тем самым мемориалу не только историческую, но и культурную значимость. В 1969 году Мемориальный комплекс «Сардарапат» был выдвинут на соискание Государственной премии СССР.

## Мемориальный комплекс «Сардарапат»

### Мемориал
Мемориал состоит из самостоятельных архитектурно-скульптурных композиций, связанных в единый комплекс, передающий исторические ценности армянского народа, роль и значимость одержанной победы:
- лестницы, ведущей вверх, от автостоянки на основную территорию комплекса и ко входу-порталу с крылатыми быками по обеим сторонам;
- площади с крылатыми быками, колокольней, захоронениями и могилами героев Сардарапатской битвы и Первой карабахской войны;
- аллеи орлов-героев;
- центральной части памятника — скульптурно-барельефной композиции в виде мемориальной Стены победы;
- аллеи, ведущей к музею и самого музея;
- пруда, парка, служебных объектов и объектов питания, расположенных по всей территории мемориала.

В основу проекта памятника авторами был заложен принцип, установленный ещё со времён принятия христианства в Армении: 
«только бог может создавать трёхмерные образы, а человеку подобает это делать только на плоскости.»
 Эта установка красной нитью проходит через всю христианскую историю армянского зодчества и ваятельства, проявляется в искусстве и архитектуре, хачкарах и церквях. Авторами были использованы также символика, сакральные и мифологические образы как древней, так и современной Армении. Комплекс сооружён в основном из красного армавирского туфа.

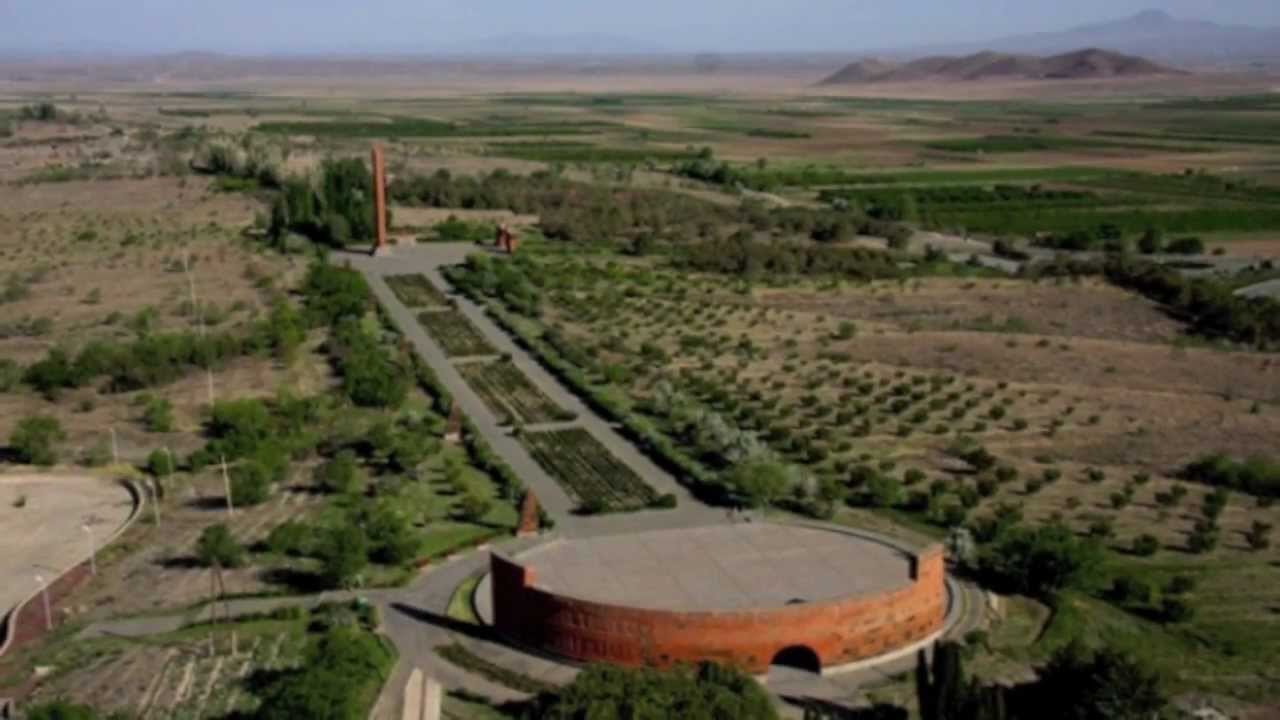
Вид сверху на часть мемориала, со стороны Стены Победы

### Лестница и входной портал
Лёгкая на подъём лестница, ведущая вверх, открывает взору вход-портал со скульптурами крылатых огнедышащих быков высотой 8 метров.
По канонам древнеармянской мифологии, быки, поставленные друг к другу лицом, символизируют верность, мощь и непреклонность духа армянского народа. Исполненные в лучших традициях, унаследованных со времён Аргиштихинили, Араратского и Ванского царств, они, словно:

«вечные стражи победы, призваны защитить и предупреждать проникновение злых сил», охранять покой и память усопших, их бессмертный подвиг на века, символизируя победу и вечную жизнь, прошедшую через смерть.

Только пройдя между ними, их очищающим огненным дыханием и зорким взглядом, можно попасть на охраняемую быками просторную площадь с возвышающейся колокольней-звонницей и оттуда на всю территорию комплекса.

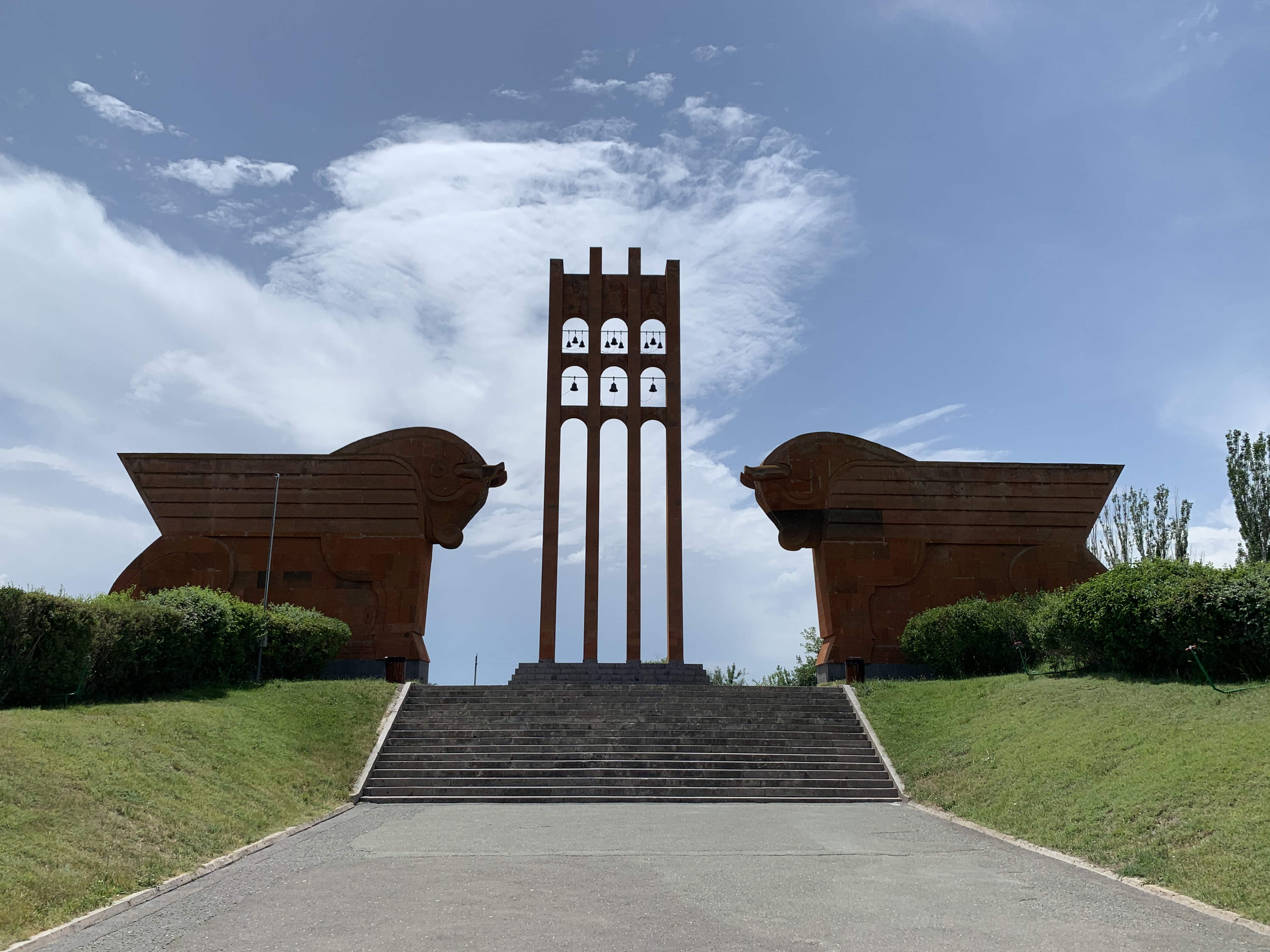
Общий вид, 2023 год
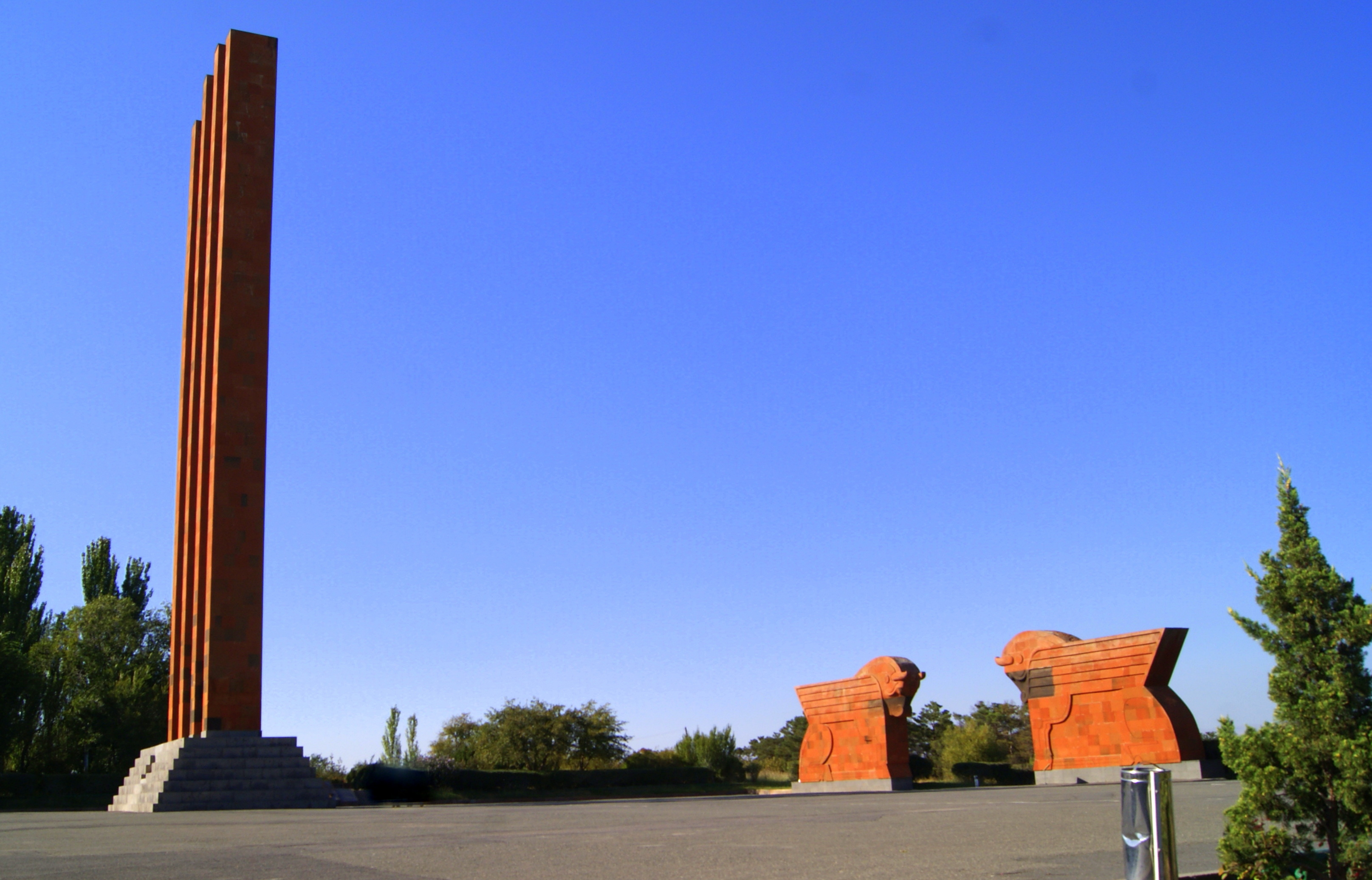
Общий вид
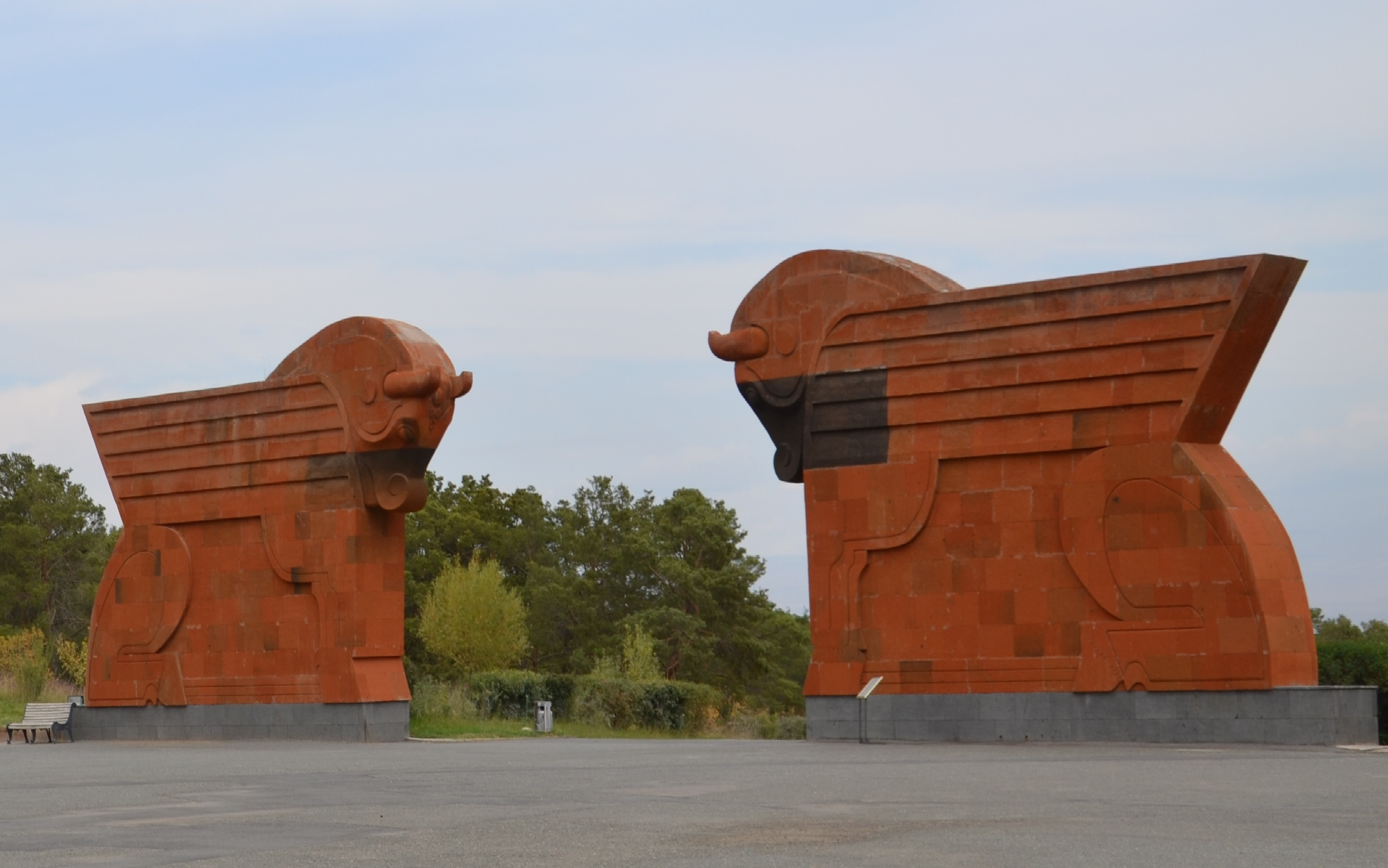
Крылатые быки Сардарапата
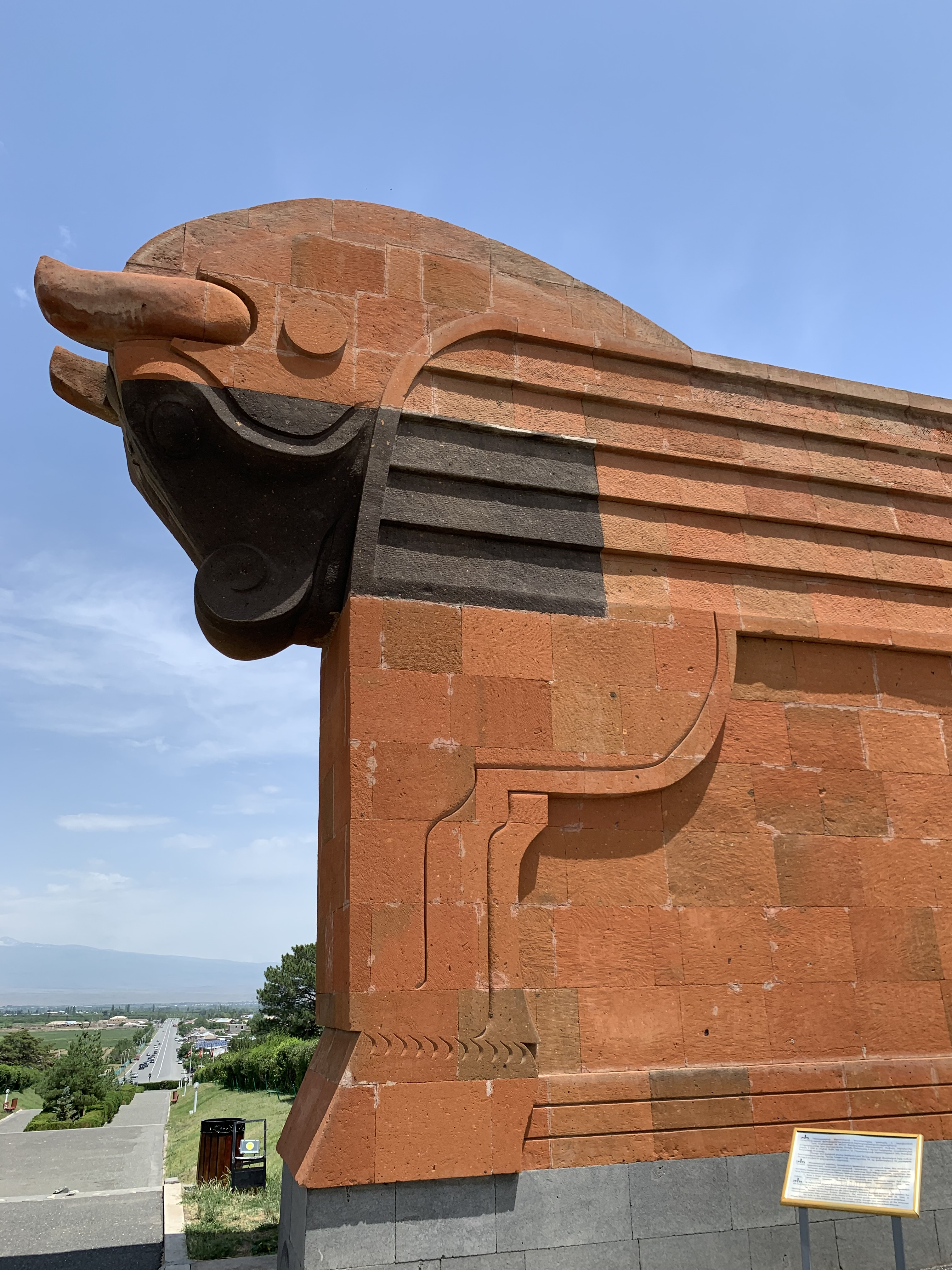

### Колокольная площадь

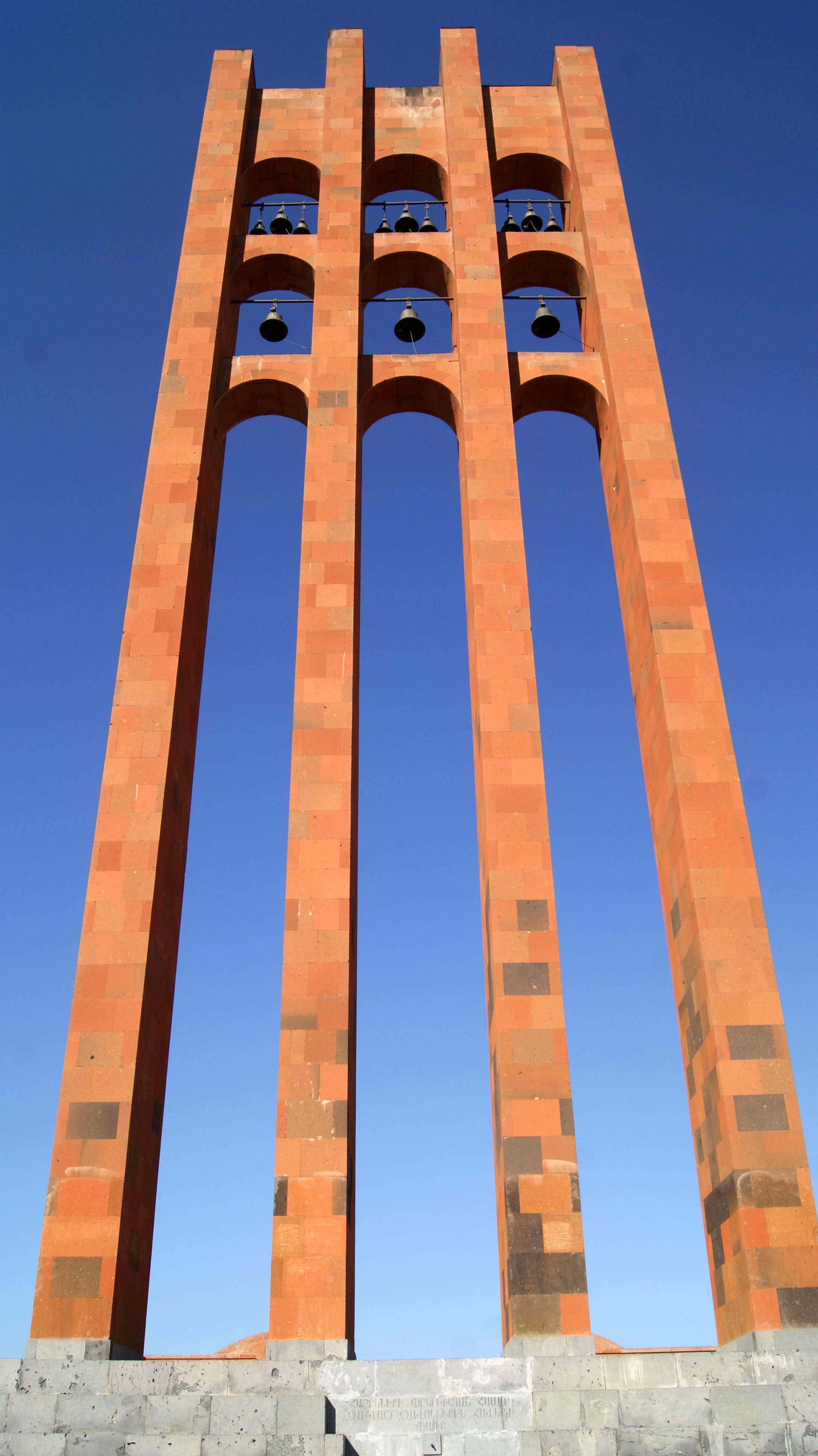
Звонница

В первоначальную версию проекта была включена стела, стилизованная в виде обоюдоострого меча, но в дальнейшем её было решено заменить на устремлённую вверх, изящную колокольню-звонницу.
Богатое наследие исторических армянских памятников-надгробий в виде установленных на высоких стилобатах арочно-триумфальных строений, а также традиционные мартируимы и двух-трёхстворчатые поминально-триумфальные арки, сооружённые на местах памятных захоронений в Армении (мемориальное сооружение в Одзуне, надгробие в селе Агиту, V—VI века), послужили прообразом для архитектурно-скульптурной композиции колокольни.
В пользу возведения колокольни немалую роль сыграли реальные события, имевшие место в канун битвы. Когда Его Святейшеству Георгу V предложили покинуть Св. Эчмиадзин и эвакуироваться в монастырь на Севанском острове, он, выйдя к собравшемуся во дворе Кафедрального собора народу, заявил:

 «Я не предам матерь наших церквей, завещанную нам святыми предками. Я не покину очаг Армянской Апостольской Церкви. Если армянское воинство и сам армянский народ не смогут остановить наступление врага, если будут не в силах спасти наши святыни, тогда я готов погибнуть прямо здесь, у порога нашего храма, как ваш духовный владыка, имея над собой благословение Господне. А если и в самом деле пришел конец, отчего не принять его с честью и отвагой, не пресмыкаясь перед заклятым врагом!»
.

Известно его обращение ко всем служителям и церквям, с требованием поднять весь народ на священную битву:

Тогда, по повелению Католикоса Георга V, с 21 до 29 мая от Арагацотна до Севана служители беспрерывно били в колокола церквей, призывая всех взять оружие и спешить на поле битвы.

И сегодня при торжественных мероприятиях звонят колокола.
Действующая колокольня-звонница была возведена непосредственно на месте захоронения павших бойцов Сардарапатской битвы и представляет собой трёхъярусную трёхпролётную аркаду триумфального типа, установленную на высоком стилобате, и имеет общую высоту до 35 м. Первоначально в каждой арочной створке было подвешено по одному колоколу (всего 9). Однако в дальнейшем колокола первого яруса были сняты, в трёх створках второго яруса были подвешены 3 больших колокола и в каждой створке третьего яруса по 3 колокола меньших размеров (9 колоколов), итого 12 колоколов (есть мнение — по числу исторических столиц Армении).
Справа от площади похоронены участники Первой карабахской войны, установлены надгробные плиты и мемориальный памятник в их честь.

### Аллея орлов-героев
По левую сторону от колокольной площади начинается широкая аллея орлов-героев, которая ведёт к центральной композиции памятника — мемориальной Стене победы. Вдоль и по центру всей аллеи простирается цветник, широкая, ухоженная клумба роз. По правой стороне аллеи в едином ряду размещены скульптуры пяти бесстрашных и величественных орлов (общей высотой до 6 м), с гордо поднятыми головами и зорким, устремлённым вдаль, всевидящим взором[стиль].
Из воспоминаний архитектора Рафаела Исраеляна:

В процессе работы мы почувствовали, что только слов недостаточно, не хватает силы. Возвели орлов — воинов, которые принесли победу. Их души направлены к людям — мы есть, мы с вами, мы среди вас. Оригинальный текст (арм.)Աշխատանքի ընթացքում զգացինք, որ խոսքը քիչ է, պակասում է ուժը: Բարձրացրեցինք արծիվ — զինվորներին, որոնք հաղթանակ են բերել: Նրանց հոգիները դեպի ժողովուրդն է ուղղված` մենք կանք, մենք ձեզ հետ ենք, մենք ձեր մեջ ենք:

Первоначально по проекту орлы были обращены лицами в сторону южной границы Армении с Турцией. Однако после официального протеста турецких властей советское правительство поручило авторам повернуть орлов в сторону армянской территории. Скульптуры царственных птиц помещены тут не случайно: авторы, как бы подчеркивая ответственность этих символов, создали убедительное воплощение Бдящих Сил, символизирующих героев битвы, их силу, дух и храбрость, их решимость стоять на защите своей родины во все времена и в то же время, отмечающее скорбь женщин по погибшим[стиль].
Орлы сопровождают посетителей до следующей площади, где символику скульптурной тематики продолжает памятная Стена победы.

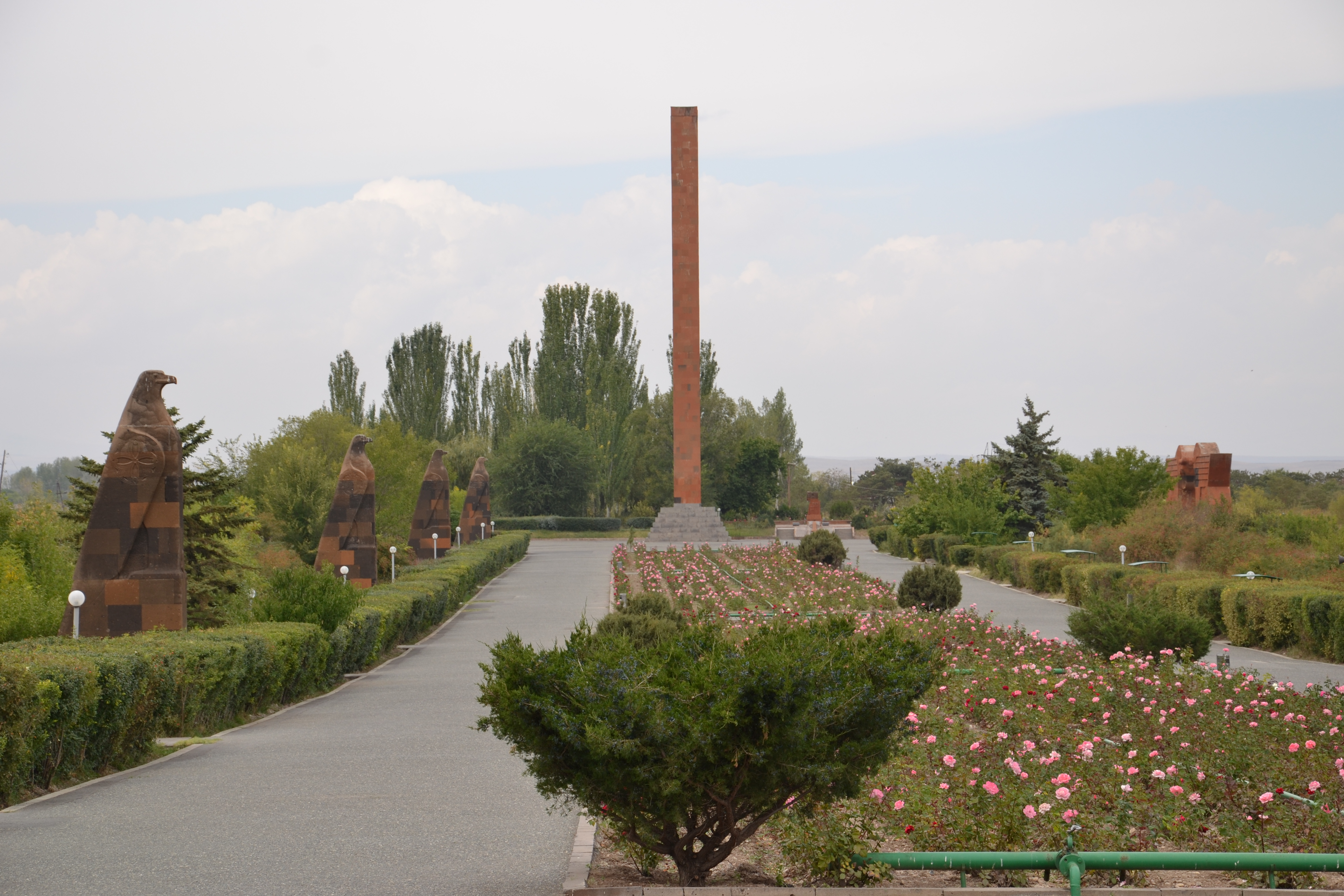
Аллея орлов и звонница, вид сбоку
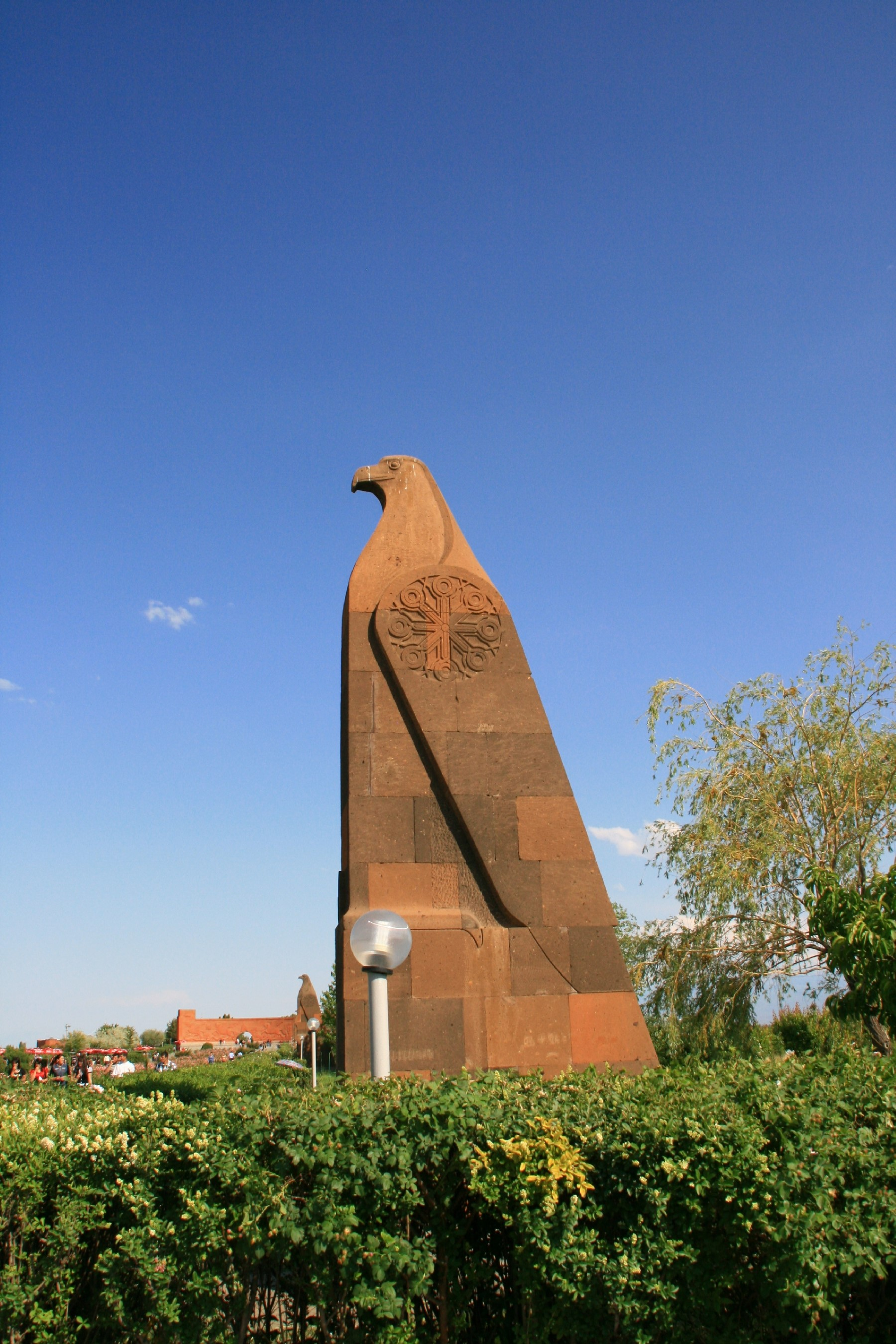
Один из орлов

### Центральная композиция комплекса — памятная Стена победы
Памятная Стена победы имеет высоту в центре 7 метров, по краям — 9 метров, и ширину 55 метров. В центральной части стены расположен проход-арка, который визуально объединяет саму Стену победы и аллею орлов-героев с аллеей, ведущей к музею и остальным сооружениям комплекса, связывает их воедино, подчёркивая единство скульптуры и архитектуры мемориала.
Скульптурная композиция стены выполнена полностью в барельефной технике.
Стена изогнутой, дугообразной формы как бы делит пространство на развёрнутую, внешнюю, и внутреннюю, полусвёрнутую, защищённую области, — символически устанавливая границу между войной и миром, исторической необходимостью борьбы за свободу и независимость, её защитой, мирным трудом и процветанием, борьбы с внешними и внутренними врагами. Форма, содержание и смысловая нагрузка, заложенные в скульптурных образах памятной стены, разделяют не только пространство, но и время. Создаваемая вогнутостью стены панорамность и визуальная объёмность барельефов, запечатлённых на внешней и внутренней сторонах, особо подчёркивает гармоническое созвучие скульптурных образов.
Внешняя, выпуклая южная сторона стены, ориентированная в сторону государственной границы Армении, посвящена батальным сценам исторического Сардарапатского сражения. Запечатлены образы солдат, артиллеристов, ополченцев, как воюющих, так и подносящих снаряды и боеприпасы детей и женщин, священников, ведущих в бой армянский народ. Примечательна высеченная слева, по всей высоте стены, рельефная фигура «Матери-Армении», призывающая на смертный бой с врагом и самой встающей на защиту Родины.
Аллегории и символика, использованная скульпторами на внутренней, вогнутой стороне стены, символизируют исторический путь, пройденный армянским народом от его рождения до становления современной Армении, её независимости, мирного и созидательного труда, вечной борьбы добра и зла. На правой стороне запечатлены чтимые образы зарождающейся и исторической Армении — богини Анаит и рождения Ваагна. Над центральным проходом-аркой высечен один из древних государственных символов Армении — на протяжении столетий бывший символом царских семей орёл, символизирующий собой мудрость, гордость, терпение и благородство, обрамлённый нимбом величия и славы, священным солнечным диском-ареалом и держащий в когтях строительный отвес в форме наконечника стрелы — совершенной эмблемы непреклонности и прямоты. На левой стороне, в верхней части, образ священной библейской горы Арарат, колыбели возрождения всего человечества, увековеченная надписью «Родина».
Скульптурную композицию дополняет не знающее покоя, волнующееся море — символ времени, на волнах которого происходят события, увековеченные авторами на Стене памяти. На их фоне, на большей части стены, запечатлены барельефы крылатых огнедышащих небесных коней-пегасов, растаптывающих змея-дракона, символизируя борьбу добрых и злых сил, света и тьмы.
Между пегасами, как бы под их покровительством, находится ещё одна геральдическая композиция с древней эмблемой творчества и ремесла — молотом, в обрамлении виноградных листьев, с двумя обнажёнными, обоюдоострыми мечами по обеим сторонам, всегда готовыми прийти на защиту, увенчанная надписью «труд».
Часть стены оставлена свободной от скульптурных образов, как чистый лист, символизируя континуум вечности исторического пути Армении.
Скульптор Ара Арутюнян писал: " … в мемориале увековечен воинский дух и неукротимая воля к победе, проявленные армянским народом в битве с турецкой армией ".

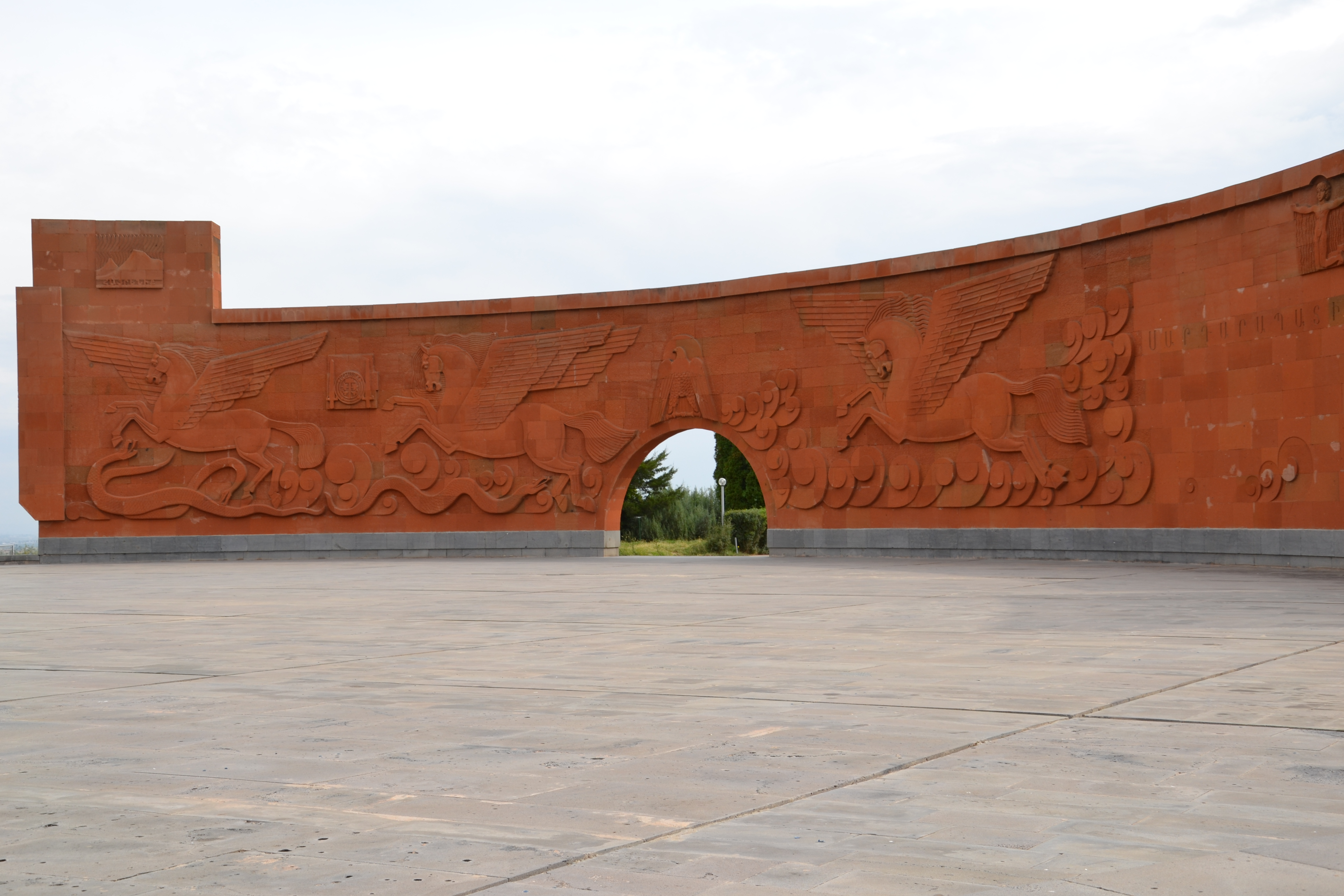
Стена Памяти
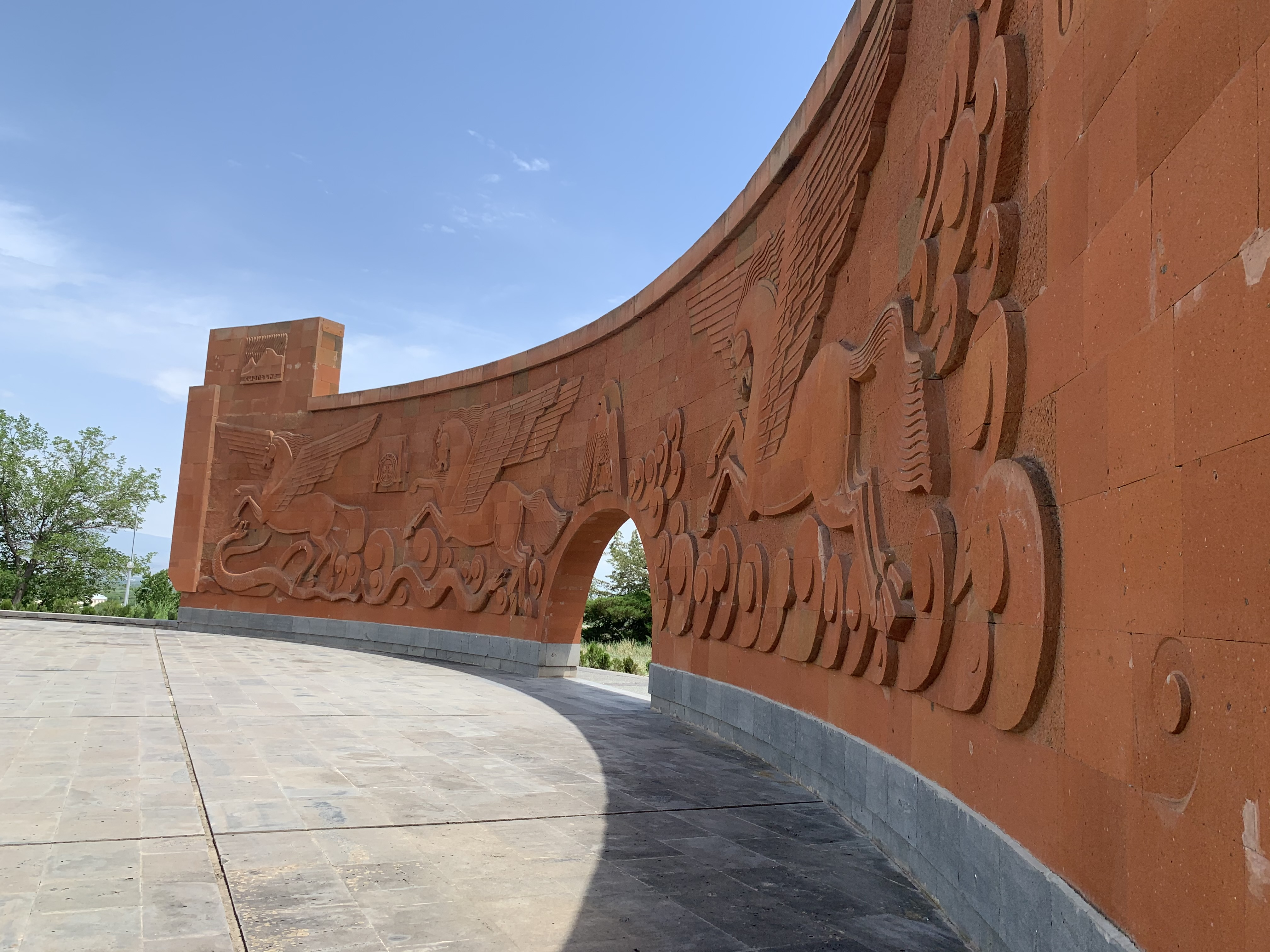
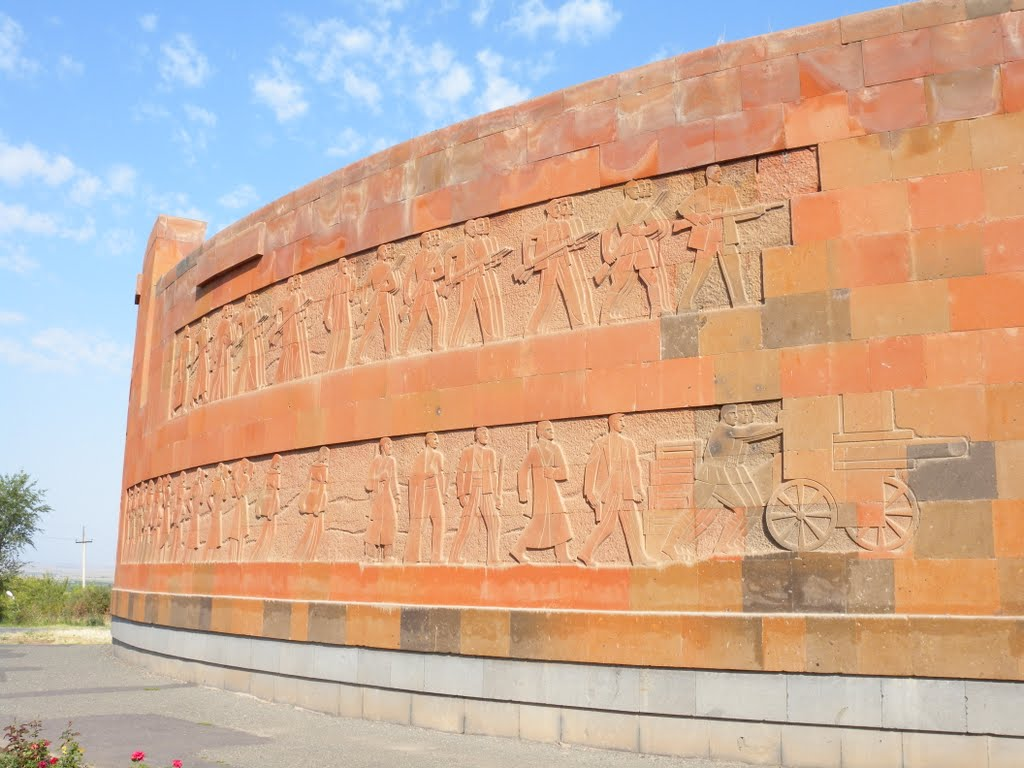

### Музей
Проходя сквозь центральную арку в стене, аллея доходит до здания музея национально-освободительного движения, построенного по проекту архитектора Р. Исраеляна. Музей был переименован в дальнейшем в Государственный музей этнографии и национально-освободительного движения Армении «Сардарапат».
Здание музея было спроектировано в форме крепости-прямоугольника со сторонами 64,9 м на 61,7 м и высотой 10 м с одним, торжественно оформленным входом и двумя узкими окнами, одно из которых обращено в сторону горы Арарат, а другое — к горе Арагац. Анфиладная планировка выставочных залов, помещений и внутренних озеленённых двориков соединяет всё внутреннее пространство во взаимосвязанный, единый объём. Верхнее естественное освещение, проникающее через зенитный фонарь, а также потолок, выполненный в шатровом стиле, копирующий соответствующие деревянные сооружения четырёхгранной бревенчатой кровли старинной архитектуры, дополняют сакральную атмосферу музея. Геральдическая и символическая тематика активно использована и при оформлении внешнего и внутреннего пространства музея, которая дополняет и осмысливает архитектурный замысел, заложенный при проектировании музея.
В музее собраны различные документы, фотографии, воспоминания участников, военные и гражданские принадлежности времён Сардарапатского сражения. Одновременно это сооружение является главным государственным музеем этнографии и национально-освободительного движения Армении и представляет собой обладающий богатой экспозицией образовательный и научно-культурный комплекс по сбору, изучению и популяризации исторического наследия армянского народа с древнейших времен до наших дней.
На территории комплекса, непосредственно перед входом в музей, установлен менгир — вишап, имеющий форму высокого каменного изваяния, являющийся одним из древних свидетелей истории Армении[стиль].
Своей идеей и расположением музей дополняет мемориал, гармонически и функционально вписывается в генеральную концепцию комплекса.

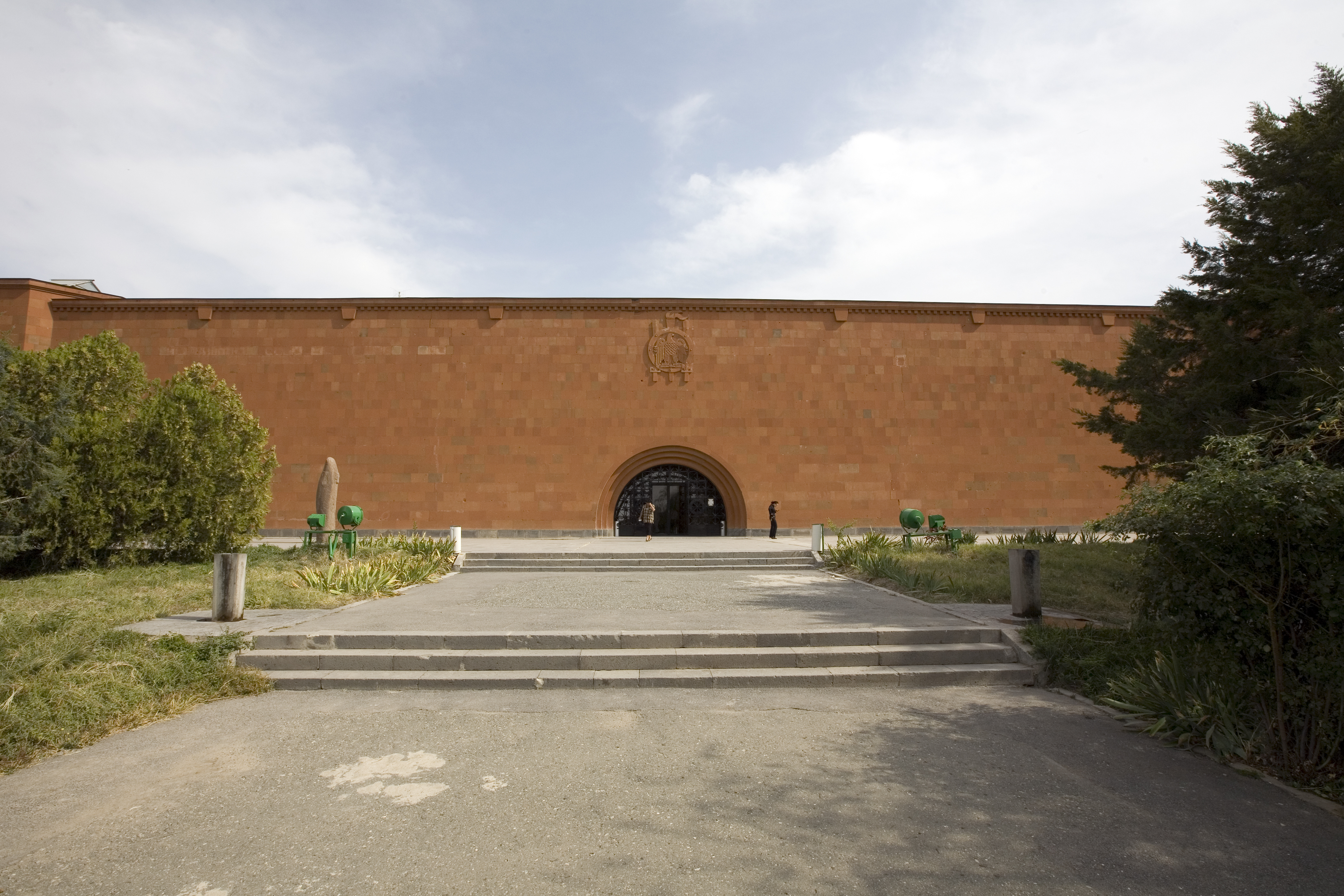
Здание музея
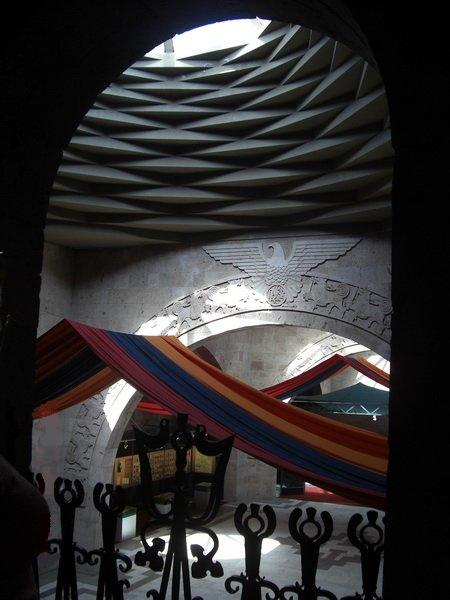
Внутреннее и естественное освещение музея
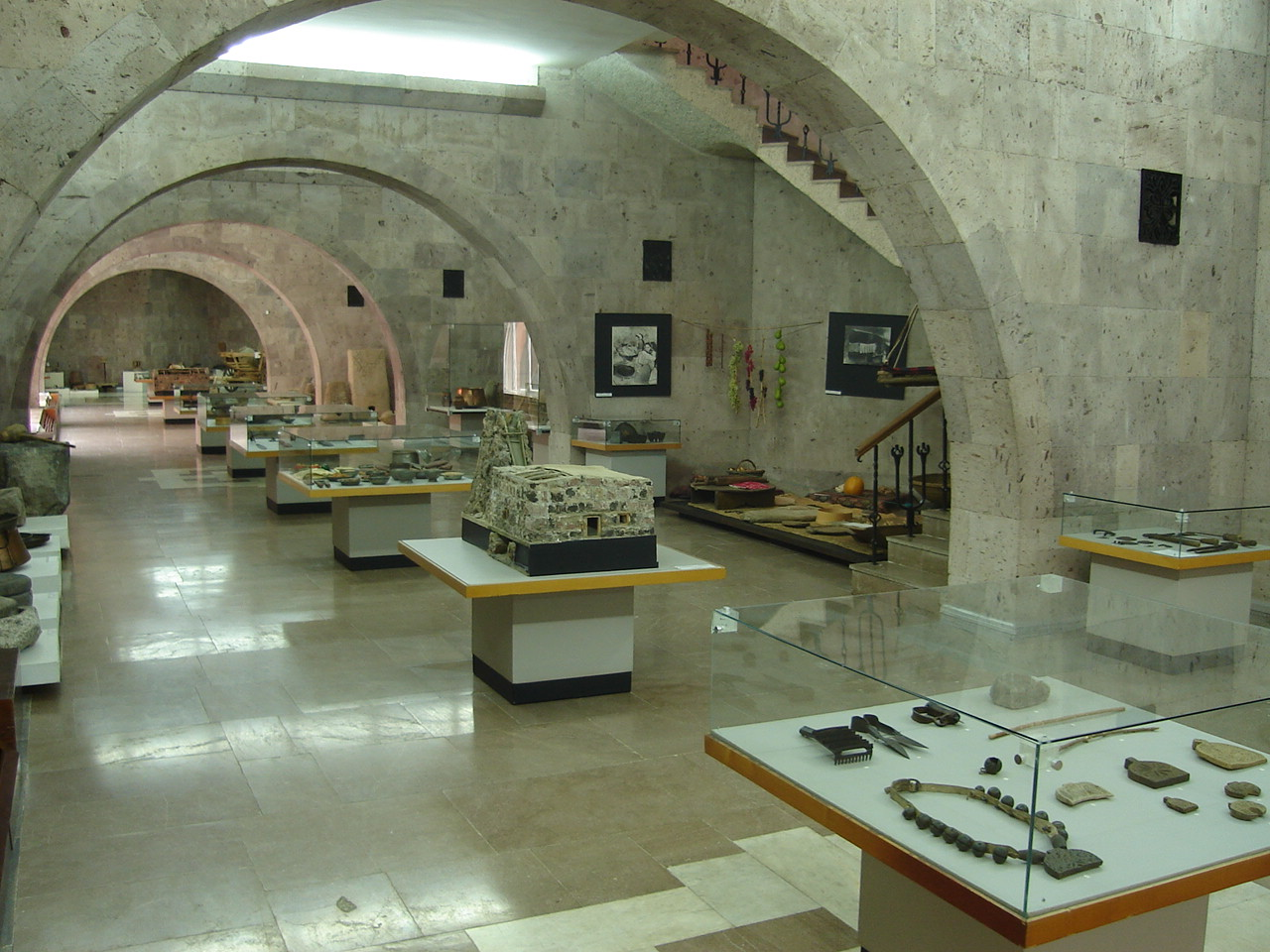
Залы музея

### Парковый комплекс и генплан мемориала «Сардарапат»
Вся территория комплекса полностью озеленена и превращена в парк. В период с 1968 по 1978 годы архитектором Р. Исраеляном на территории комплекса возведены дополнительные сооружения (ресторан «Вардавар», трапезная «Азарашен»), соответствующие служебные и сервисные объекты для обслуживания посетителей. На генеральном плане мемориального комплекса, установленном у входа, отмечены следующие пункты:
1. Автомобильная дорога

Для удобства посетителей, каждая скульптурная и архитектурная композиция снабжена информационной табличкой с кратким описанием и пояснительным текстом. Установлены соответствующие сервисные знаки и указатели.

## Культурное наследие

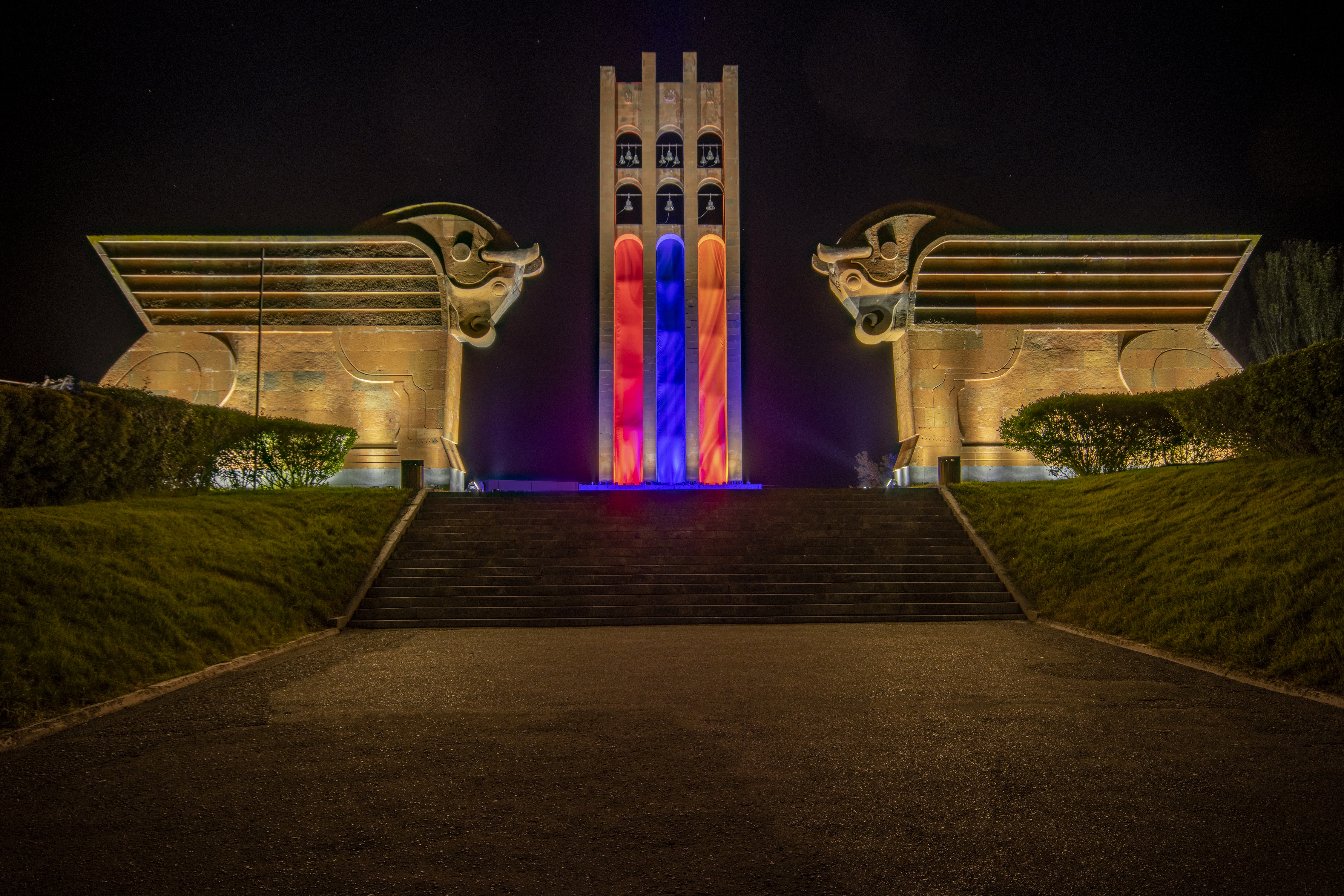
Комплекс с торожественной подстветкой, 28 мая 2020 год

Мемориальный комплекс Сардарапат стал местом проведения различных народных и государственных мероприятий, концертов и торжеств, заняв своё место среди культурных и исторических достопримечательностей Армении.

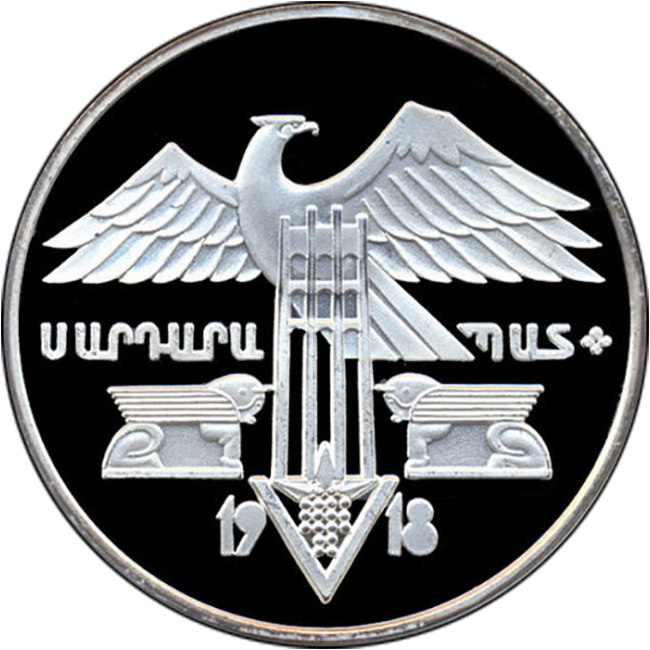
Памятная монета Армении 1994 года, посвящённая Сардарапатскому сражению

К повторению символической тематики мемориального комплекса обращаются многие организации и деятели искусств, она часто используется в культурных, образовательных, печатных и других мультимедийных изданиях. К примеру, одна из уменьшённых моделей фрагмента мемориала установлена у входа в центр Сурена и Вирджинии Фесчян, другая — на площади Республики Армения в городе Кордове (Аргентина), обе в Аргентине.

В 1994 году к 76-летию сражения под Сардарапатом была выпущена первая юбилейная монета Республики Армения. На оборотной стороне монеты изображены фрагменты мемориала «Сардарапат». По обеим сторонам колокольни написано «Сардарапат», а внизу указана дата битвы — «1918».
По сообщению инфомационного агентства «Арменпресс», в майском номере журнала «Аэрофлот» за 2015 год, в колонке «В честь победителя», при сравнении арок различных стран по красоте арки мемориального комплекса Сардарапат вошли в число лучших арок мира.

## Галерея

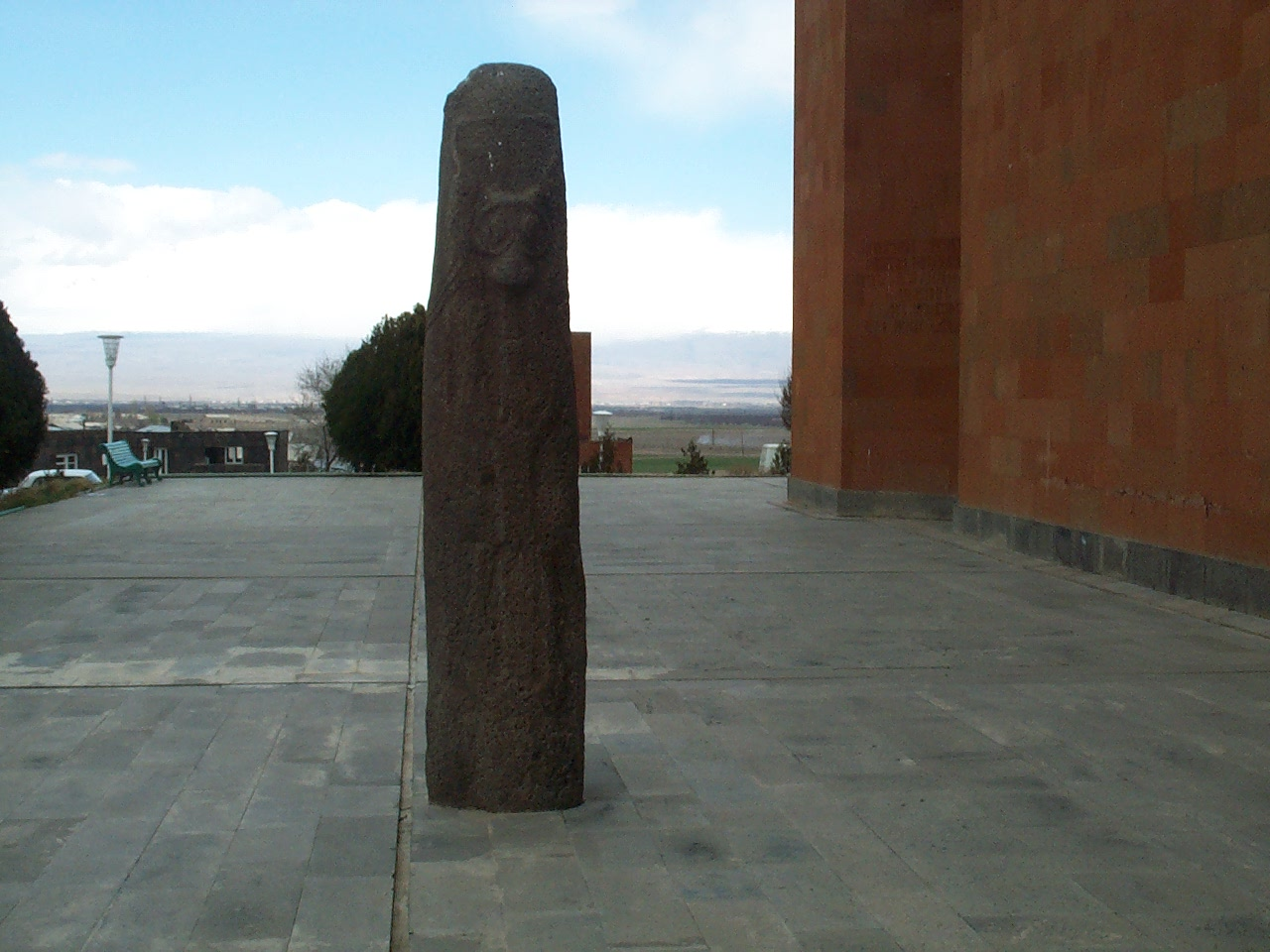
Менгир, каменный вишап
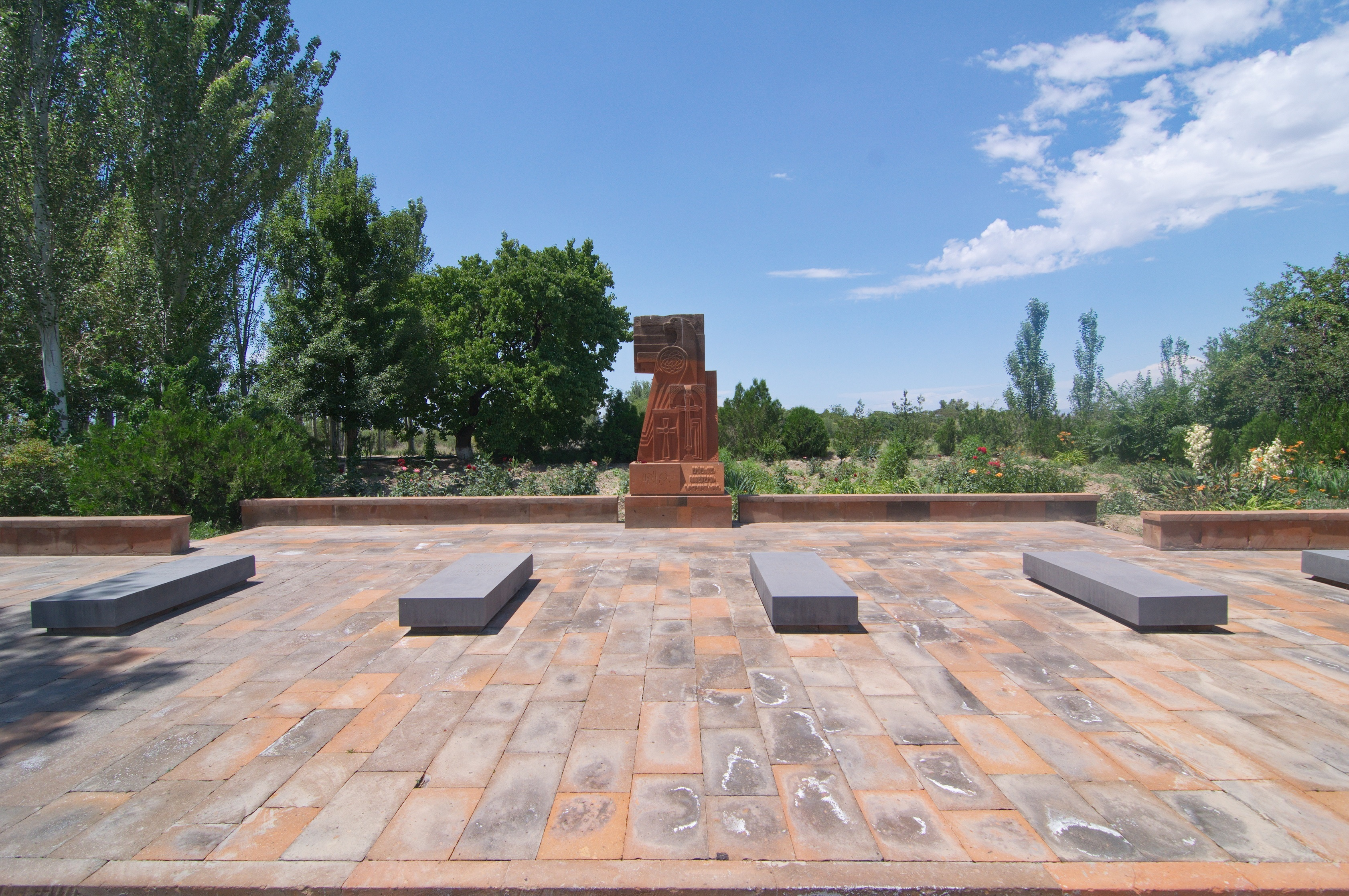
Героям Карабахской войны посвящается
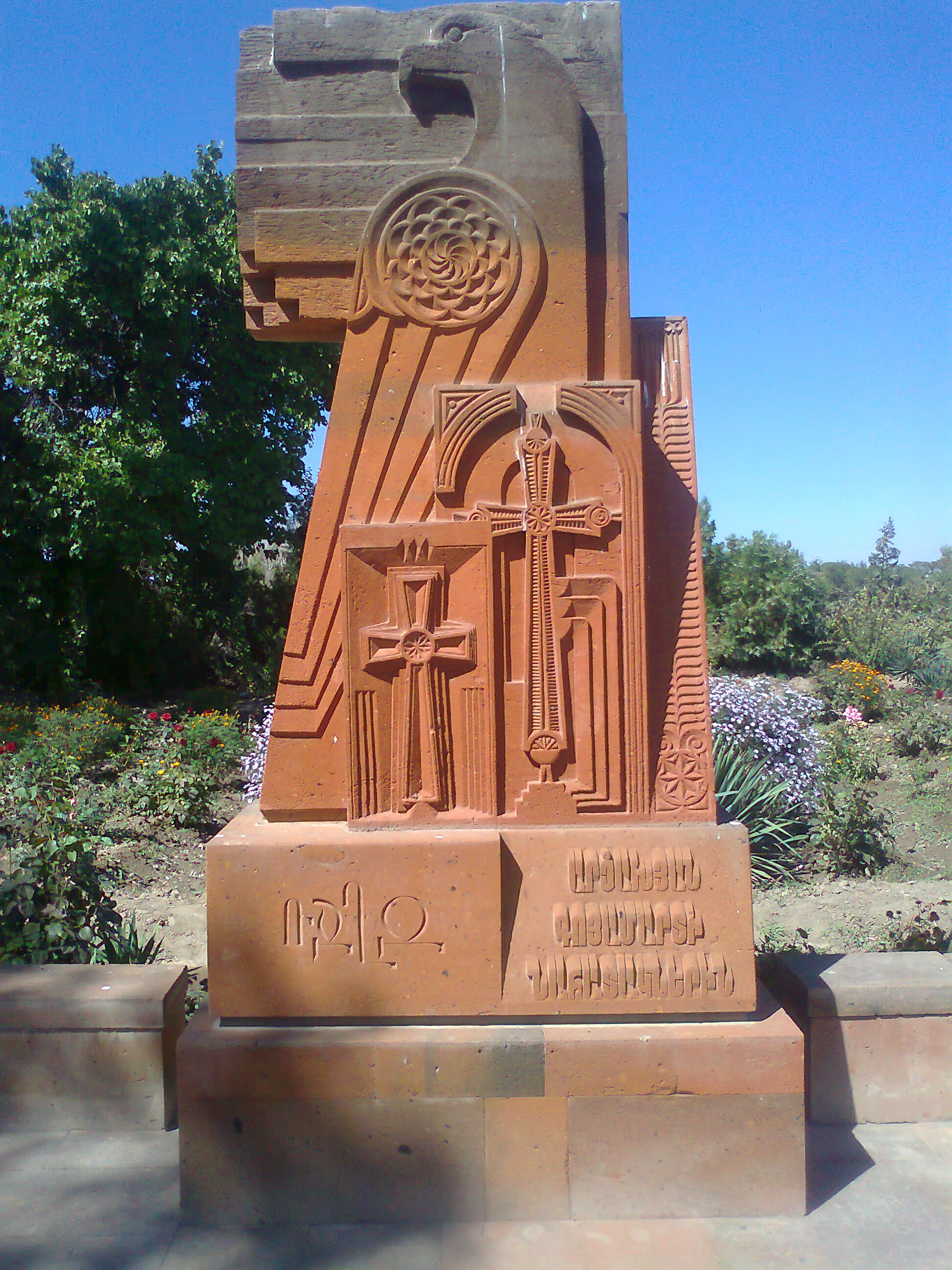
Хачкар